# 感動紙芝居優しさ便り
『感動紙芝居優しさ便り』(かんどうかみしばい・やさしさだより)は、日本テレビ系列で2002年10月4日から2005年9月30日まで放送されていたファンケル一社提供のミニ番組である。

## 番組概要
毎回日常生活の中で出てくる心温まるエピソードをタイトルのとおり紙芝居形式で描くショートストーリー番組であった。視聴者から寄せられたお便りを題材にして放送することもあった。朗読は歌手・女優の森川美穂が勤めていた。

## 放送日時
日本テレビ系列全局と沖縄テレビで放送されたが局によって放送時間が異なった。
- 札幌テレビ - 金曜 22:54 - 23:00
- 青森放送 - 日曜 23:26 - 23:30
- テレビ岩手 - 日曜 23:26 - 23:30
- ミヤギテレビ - 日曜 23:26 - 23:30
- 秋田放送 - 土曜 11:40 - 11:45
- 山形放送 - 土曜 11:25 - 11:30
- 福島中央テレビ - 土曜 11:25 - 11:30
- 日本テレビ（製作局） - 金曜 22:54 - 23:00
- 山梨放送 - 日曜 11:25 - 11:30
- テレビ新潟 - 日曜 23:25 - 23:30
- テレビ信州 - 土曜 11:55 - 12:00
- 静岡第一テレビ - 日曜 11:25 - 11:30
- 中京テレビ - 金曜 22:54 - 23:00
- 北日本放送 - 日曜 12:55 - 13:00
- テレビ金沢 - 金曜 10:50 - 10:55
- 福井放送（ANNとのクロスネット局） - 土曜 13:56 - 14:00
- 読売テレビ - 日曜 21:54 - 22:00
- 日本海テレビ - 日曜 11:55 - 12:00
- 広島テレビ - 金曜 22:54 - 23:00
- 山口放送 - 金曜 10:25 - 10:30
- 西日本放送 - 土曜 9:25 - 9:30
- 南海放送 - 日曜 17:20 - 17:25
- 四国放送 - 土曜 11:25 - 11:30
- 高知放送 - 日曜 11:50 - 11:55
- 福岡放送 - 日曜 17:25 - 17:30
- 長崎国際テレビ - 日曜 17:25 - 17:30
- くまもと県民テレビ - 土曜 11:25 - 11:30
- テレビ大分（FNN/FNSとのクロスネット局） - 日曜 11:45 - 11:50
- テレビ宮崎（FNN、ANNとのクロスネット局） - 水曜 9:55 - 10:00
- 鹿児島読売テレビ - 日曜 11:40 - 11:45
- 沖縄テレビ（FNN/FNS系列） - 日曜 13:45 - 13:50